# Мускусная роза (фильм)
«Мускусная роза» (англ. Moss Rose) — фильм нуар режиссёра Грегори Ратоффа, который вышел на экраны в 1947 году.
Фильм поставлен по роману «Мускусная роза» (1934) британской писательницы Марджори Боуэн, которая опубликовала его под псевдонимом Джозеф Ширинг. Действие фильма происходит в Великобритании в конце XIX века, где танцовщица лондонского кордебалета Белль Эдэйр (Пегги Камминс) обнаруживает убитой свою коллегу, подозревая в этом преступлении благородного джентльмена Майкла Дрего (Виктор Мэтьюр), с которым та встречалась. С помощью шантажа Белль получает возможность пожить в загородной усадьбе Дрего, пытаясь реализовать свою детскую мечту стать настоящей леди. Вскоре между Белль и Майклом возникают чувства, и он решает разорвать свадьбу со своей невестой Одри (Патрисия Медина), которую вскоре обнаруживают убитой точно так же, как и первую жертву. Когда мать Майкла, леди Маргарет (Этель Бэрримор) пытается убить и Белль, Майкл и инспектор полиции Клиннер (Винсент Прайс) в последний момент останавливают её.
Фильм получил высокие оценки современных критиков за увлекательный сюжет, атмосферу и напряжённость, а также за отличную актёрскую игру, особенно, со стороны Пегги Камминс.

## Сюжет
В конце XIX века Белль Эдайр (Пегги Камминс) едет в поезде, вспоминая о событиях, произошедших с ней за последнее время. Её воспоминания начинаются с того момента, когда она работала танцовщицей кордебалета в лондонском театре, и снимала комнату в недорогом пансионе, где проживала также её коллега и подруга Дейзи Эрроу (Марго Вуд). Однажды вечером после представления Белль видит, как Дейзи уезжает в извозчичьем кэбе с неизвестным джентльменом. На следующее утро Белль замечает, как мужчина выходит из комнаты Дейзи, после чего обнаруживает Дейзи мёртвой, а рядом с её телом лежит роза и открытая Библия. На место преступления приезжают инспектор полиции Р. Клиннер (Винсент Прайс) и сержант Эванс (Рис Уильямс), которые устанавливают, что Дейзи была отравлена и затем задушена. Клиннер, будучи садоводом-любителем, замечает, что около Дейзи лежит мускусная роза, которой требуется кислая почва, и в это время года в Англии она не цветёт. Позднее тем же днём Белль, которую в действительности зовут Роуз Линтон, находит извозчика (Билли Биван), который отвёз мужчину, которого она видела выходящим из комнаты Дейзи. Когда извозчик узнаёт, что умерший отец Белль был его коллегой, он охотно делится с Белль информацией о том, что отвёз мужчину в гостиницу «Ридженси».
Белль направляется в гостиницу, где в ресторане видит таинственного джентльмена, которого разыскивала. Во время завтрака к этому мужчине, которого зовут Майкл Дрего (Виктор Мэтьюр), неожиданно для него подсаживаются его мать, леди Маргарет Дрего (Этель Бэрримор), и его невеста Одри Эштон (Патрисия Медина). Как выясняется, они приехали днём ранее и вечером собираются отправиться поездом обратно в семейное поместье в Девоншире. Майкл говорит, что сегодня не сможет составить им компанию, обещая приехать как можно скорее. Выждав некоторое время, Белль приходит в номер Майкла, заявляя ему, что видела, как он выходил из комнаты Дейзи. Решив, что Белль пришла шантажировать его, Майкл отрицает знакомство с Дейзи и выпроваживает Белль из номера. Когда Белль видит объявление в газете о предстоящем браке Майкла и Одри, она направляет анонимное письмо инспектору Клиннеру, утверждая, что Майкл причастен к убийству Дейзи.
Клиннер вызывает Майкла для беседы, уточняя, где тот находился в момент убийства, однако тот даёт инспектору ложную информацию. Вскоре в полицейский участок доставляют Белль, которой предлагают опознать человека по голосу, который она слышала в комнате Дейзи в день убийства. Во время опознания Майкл даёт Белль понять, что готов встретиться с ней и достойно отблагодарить её. После этого Белль заявляет Клиннеру, что голос Майкла её незнаком. На следующий день они встречаются в художественной галерее, где Майкл в знак благодарности передаёт Белль конверт с 500 фунтами, что является очень большой суммой для такой девушки, как она. Однако перед тем, как выписаться из гостиницы Майкл получает от Белль конверт со своими деньгами и записку предложением встретиться вечером на мосту Ватерлоо. Во время встречи Белль говорит Майклу, что её не интересуют деньги. С детства она мечтала стать настоящей леди и жить в загородном поместье, и потому она просит Майкла взять её с собой на пару недель в свою усадьбу в Девоншире. Поначалу Майкл отказывается, но когда Белль угрожает обвинить его в убийстве Дейзи, он соглашается.
Майкл покупает Белль одежду как у леди, и они приезжают в усадьбу. Ожидая встречи с ними, Одри говорит леди Маргарет, что её очень беспокоит и расстраивает появление Белль. Однако леди Маргарет успокаивает её, говоря, что Белль оказала Майклу большую услугу. Она встречает Белль весьма любезно, угощает чаем и показывает её комнату. Оставшись одна, Белль заходит в соседнюю комнату, в которой видит детскую мебель и много игрушек. Она задерживается, чтобы рассмотреть игрушки, и в этот момент входит разгневанная леди Маргарет. Она заявляет, что в эту комнату уже много лет не заходил никто, кроме неё, а затем рассказывает, что когда Майкл был маленьким ребёнком, то это была его комната. Затем отец увёз Майкла в Канаду, откуда тот вернулся в Англию совсем недавно. Всё это время леди Маргарет в память о сыне, которого очень любит, сохраняла его комнату в неприкосновенности и никому не разрешала в неё заходить. Среди ночи Белль неожиданно просыпается и видит в своей комнате Одри, которая пришла выяснить намерения Белль, опасаясь, что та может навредить её отношениям с Майклом. Белль уверяет её, что хочет быть для неё хорошей подругой, после чего Одри удаляется.
Вскоре Одри уезжает в Лондон покупать приданое. После её отъезда Майкл становится более живым и весёлым. Он проводит много времени с Белль, и она понимает, что он не любит свою невесту. По возвращении из Лондона Одри вместе с Белль заходит в местный книжный магазин, где торговец напоминает, как Белль недавно купила три экземпляра Библии. Вскоре в усадьбу приезжают инспектор Клиннер и сержант Эванс, которые уже выяснили по своим каналам, что Одри купила Библии в магазине, однако леди Маргарет объясняет, что Одри отдала их в больницы на благотворительность. После этого Клиннер спрашивает леди Маргарет о мускусных розах, и та рассказывает, что её садовник просто волшебник, у которого они цветут даже не в сезон. Она провожает Клиннера в теплицу, показывая ему цветущие розы. Позднее Клиннер, который увидел Белль в доме Драго, присылает ей записку, приглашая встретиться с ним вечером в городской гостинице. Белль боится встречи с инспектором, так как это может повредить Майклу, и начинает паковать вещи, чтобы дневным поездом уехать в Лондон. Появляется Майкл, который отговаривает её уезжать. Они оба понимают, что любят друг друга и целуются. Затем Майкл направляется к Одри, чтобы сказать ей о том, что любит Белль, и отменить свадьбу. После этого Одри находит Белль, которая гуляет в саду, обвиняя её в том, что она, женщина низкого происхождения и таких же низких моральных принципов, с помощью шантажа проникла в их дом, чтобы разрушить её отношения с Майклом и заполучить Майкла себе. Белль отрицает утверждения Одри, однако решает немедленно уехать, чтобы не вносить дальнейший разлад в чужие жизни.
Собрав чемоданы, Белль направляется на выход из дома. По дороге она заходит к Одри попрощаться, обнаруживая её мёртвой. На прикроватном столике у Одри лежит открытая Библия с вложенной в неё мускусной розой. Коронер приходит к заключению, что Одри умерла от передозировки снотворного, которое предположительно приняла сама, добавив в чашку с чаем. В отсутствие Клиннера местная полиция не находит ничего особенного в наличии розы и Библии, но задерживает Майкла для дальнейшего допроса. Когда приезжает Клиннер, он посылает за Белль, которая по возвращении сообщает леди Маргарет, что инспектор сказал ей, что Майкл сознался в убийстве Одри. Леди Маргарет понимает, что Белль по-настоящему любит Майкла, и предлагает ей выпить чаю, чтобы успокоиться. Они проходят в комнату Белль, где та замечает на балконе промелькнувшую тень. Когда Белль садится на кровать, леди Маргарет подаёт ей чай, который быстро клонит Белль в сон. Леди Маргарет помогает Белль лечь в кровать, а затем запирает все двери и кладёт на её столик розу и Библию. Ещё не уснувшей Белль леди Маргарет признаётся, что это она убила Дейзи и Одри, а сейчас убьёт и её, чтобы получить любимого сына полностью только себе. В тот момент, когда леди Маргарет собирается задушить Белль подушкой, Майкл, Клиннер и Эванс врываются в комнату с балкона и останавливают леди Маргарет… В поезде, который вскоре прибудет в Торонто, где Майкл встретит её, Белль заканчивает свои воспоминания тем, что леди Маргарет уже умерла и все эти события остались в прошлом, а её ожидает совершенно новая жизнь.

## В ролях
- Пегги Камминс — Белль Эдейр, она же Роуз Линтон
- Виктор Мэтьюр — Майкл Дрего
- Этель Бэрримор — леди Маргарет Дрего
- Патрисия Медина — Одри Эштон
- Винсент Прайс — инспектор полиции Р. Клиннер
- Рис Уильямс — помощник инспектора Эванс
- Марго Вуд — Дейзи Эрроу
- Джордж Зукко — Крэкстон, дворецкий

## Создатели фильма и исполнители главных ролей
Режиссёр фильма Грегори Ратофф родился в 1897 году в Самаре, Российская империя, в еврейской семье, а в 1925 году эмигрировал в США. С 1929 по 1961 год Ратофф снимался в кино как актёр, а с 1936 по 1960 год работал как режиссёр, поставив 30 фильмов. Наиболее заметными режиссёрскими работами Ратоффа стали мюзикл «Роза с Вашингтон-сквер» (1939), мелодрамы «Интермеццо» (1939), «У Адама было четыре сына» (1941) и «Песнь о России» (1944), военная драма «Парижское подполье» (1945), а также биографическая драма «Оскар Уайлд» (1960).
Ирландская актриса Пегги Камминс снималась в кино с 1940 по 1961 год, сыграв главные роли в комедии «Покойный Джордж Эпли» (1947), фильме нуар «Без ума от оружия» (1950), драме «Моя дочь Джой» (1950), которую поставил Ратофф, а также в фильме ужасов «Ночь демона» (1957) и криминальном триллере «Адские водители» (1957).
Американская актриса Этель Бэрримор была одной из самых признанных актрис своего времени. В период 1914 по 1961 год она сыграла в 34 фильмах, из которых 14 приходится на эпоху немого кино. Однако, начиная с 1919 года, она перестала сниматься в кино, появившись до 1944 года только в одном фильме, исторической драме «Распутин и императрица» (1932), в котором сыграла царицу Александру Фёдоровну. Возобновив кинокарьеру в 1945 году, Бэрримор завоевала «Оскар» за роль второго плана в фильме «Только одинокое сердце» (1944), после чего ещё трижды номинировалась на премию «Оскар» за роли второго плана в фильмах «Винтовая лестница» (1946), «Дело Парадайна» (1947) и «Пинки» (1949).
В фильме сыграли также два звёздных американских актёра 1940—1950-х годов — Виктор Мэтьюр и Винсент Прайс. Мэтьюр, в частности, сыграл главные роли в таких популярных фильмах нуар, как «Ночной кошмар» (1941), «Поцелуй смерти» (1947), «Плач большого города» (1948) и «Жестокая суббота» (1955), а также в исторических драмах «Самсон и Далила» (1949) и «Плащаница» (1953).
Винсент Прайс сыграл заметные роли в таких популярных фильмах нуар, как «Лора» (1944), «Бог ей судья» (1945) и «Женщина его мечты» (1951), но больше всего он известен ролями в фильмах ужасов, таких как «Дом восковых фигур» (1953), «Дом ночных призраков» (1959), «Падение дома Ашеров» (1960), «Колодец и маятник» (1961) и «Маска красной смерти» (1964).

## История создания фильма
Как отмечено в информации Американского института киноискусства, автором романа «Мускусная роза» указан Джозеф Ширинг (англ. Joseph Shearing). На самом деле это псевдоним плодовитой британской писательницы Габриэль Маргарет Кэмпбелл, которая также писала под именами Джордж Приди (англ. George Preedy) и Марджори Боуэн (англ.  Marjorie Bowen). В 1943 году кинопродюсер Чарльз К. Фельдман (англ.  Charles K. Feldman) купил права на этот роман через Universal за 2,250 фунтов стерлингов. В сентябре 1946 года киностудия Twentieth Century Fox выкупила все права на роман
у Фельдмана за 200 тысяч долларов. Как часть сделки с Фельдманом Fox приобрела у него несколько сценарных разработок этого фильма, которые по его заказу выполнили сценаристы Жюль Фуртман (англ. Jules Furthman), Том Рид (англ. Tom Reed), Найвен Буш (англ. Niven Busch) и Леонард Берковичи (англ. Leonard Bercovici). Студия также согласилась передать Фельдману одного из своих контрактных актёров для одной из его картин, которая должна быть сделана до конца 1948 года, однако из-за проблем с графиками актёров эта часть соглашения так и не была реализована.
19 сентября 1946 года в записке продюсеру Джину Марки (англ. Gene Markey) и режиссёру Грегори Ратоффу глава студии Twentieth Century Fox Дэррил Ф. Занук утвердил Пегги Камминс на главную женскую роль, предложив на главную мужскую роль Корнела Уайлда, Этель Бэрримор — на роль матери и Реджинальда Оуэна и Генри Дэниелла — в качестве полицейских. В записке, написанной в тот же день руководителю производства студии Рэю Клюну (англ. Ray Klune), Занук отметил: «Я уверен, (Что для этой картины) мы сможем получить все декорации, которые у нас использовались в фильме „Клуни Браун“ (1946), а также оформление улицы, которую вы сейчас строите для фильма „Амбер навсегда“ (1947), и, возможно некоторые декорации из фильма „Покойный Джордж Эпли“ (1947)…. Некоторые из улиц, которые мы использовали в „Хэнговер-сквер“ (1945) и „Жилец“ (1944) (которые, я уверен, всё ещё стоят на заднем дворе) также были бы идеальными для этой темы».
Американский писатель Джеймс М. Кейн помогал Найвену Бушу при подготовке окончательного варианта сценария, однако его имя в титрах указано не было.
В октябре 1946 году Занук предложил Чарльзу Лоутону роль инспектора Клиннера. Студия Fox арендовала актрису Патрисию Медину у Metro-Goldwyn-Mayer для съёмок в этом фильме.
Фильм находился в производстве с 25 ноября до 21 декабря 1946 года. После завершения основных съёмок было сделано несколько крупных изменений, дополнений и исключений. Дополнительные сцены и новые дубли были сделаны в конце февраля и начале марта, а также в середине марта 1947 года.
Премьера фильм состоялась в Лос-Анджелесе 30 мая 1947 года, фильм вышел в прокат в июне 1947 года.
Смысл знака убийцы — мускусная роза, положенная на открытую Библию — в фильме не объясняется. Этот символ не был взят из романа, в котором название связано с танцем, который исполняет Белль.

## Оценка фильма критикой

### Общая оценка фильма
Как написал после выхода фильма кинокритик «Нью-Йорк Таймс» Босли Краузер, «читатели триллеров уже довольно давно говорят о писателе по имени Джозеф Ширинг, исторические детективы которого, по их словам, имеют свой особый колорит и своеобразие». С выходом этой картины появилась возможность насладиться и экранизацией романа этого писателя. Ведь, как продолжает критик, «этот первый из нескольких обещанных фильмов по Ширингу — вкрадчивый и захватывающий детективный триллер, тщательно прописан и восхитительно сыгран». Краузер заключает, что это «хороший фильм Twentieth Century Fox, который дал перспективный старт Джозефу Ширингу».
Журнал Variety в своей рецензии также пришёл к выводу, что «это хороший детектив», который отличает «крепкий актёрский состав и режиссура». Авторы фильма отлично воссоздают обстановку Англии начала века, позволяющую раскрыть «тему разрушительной материнской любви». Как отмечает рецензент, «режиссура Грегори Ратоффа придаёт значительный колорит этой исторической мелодраме. Он добивается от актёров точной игры, соответствующей атмосфере произведения».
Современный историк кино Спенсер Селби назвал картину «атмосферным викторианским триллером с некоторыми хорошими актёрскими работами». Как отметил современный киновед Крейг Батлер, «хотя это далеко не классика», тем не менее, это «увлекательный маленький детектив». По словам критика, «поклонникам жанра, которые ищут нечто менее известное, этот фильм будет приятной переменой после более популярных картин, а историческая среда, в которую он погружён, придаёт ему некоторое своеобразие». Как далее пишет Батлер, «сама история не очень отличается от десятков других детективов, но она предлагает героиню, более корыстолюбивую, чем большинство типичных не-роковых женщин» в фильмах того времени. В заключение Батлер отмечает, что «сценарий местами вязнет, и в нем не так много саспенса, как хотелось бы, но фильм всё равно стоит посмотреть».

### Оценка актёрской игры
Как пишет Краузер, фильм добивается успеха во многом «благодаря великолепной игре Пегги Камминс… В её работе в качестве хористки-кокни есть сила духа, юмор и твёрдость, а также удивительная нежность, которая прекрасно дополняет её образ». Остальные исполнители также хороши — «Виктор Мэтьюр компетентен как подозреваемый убийца, Этель Бэрримор выдаёт весомую, тревожную роль в качестве матриарха, а Винсент Прайс прекрасно справляется с ролью вежливого, но настойчивого сотрудника Скотланд-Ярда».
Variety отмечает, что «Камминс необычайно интересна — её английское произношение развязанное в начале, постепенно становится всё более интеллигентным. С помощью этого приёма она развивает образ девушки из мюзик-холла, которая использует знание об убийстве для удовлетворения своего сокровенного желания» стать леди. Что касается Мэтьюра, то он «мастерски справляется со своим образом мрачного благовоспитанного англичанина».
По мнению современного историка кино Майкла Кини, «Камминс восхитительна в роли хористки, изображающей из себя леди, а Прайс играет более естественно, чем обычно». Батлер также отмечает, что «Пегги Камминс производит особенное впечатление в роли девушки-кокни, которая оказывается в центре событий», а «Этель Бэрримор отлично играет роль матери, показывая своё мастерство при каждой возможности». С другой стороны, «Мэтьюр довольно деревянный». Как далее пишет Батлер, «фильм также выделяется присутствием Винсента Прайса, но в данном случае в качестве представителя закона, а не одного из подозреваемых. Прайс хорош, хотя и менее забавен, чем обычно; роль не позволяет актёру предаться своему восхитительному переигрыванию, но она также и не достаточно сложна, чтобы раскрыть его подлинный драматический талант. Он таким образом идеально хорош, но не выделяется».